# Боровкова, Пелагея Степановна
Пелаге́я Степа́новна Боровко́ва (6 октября 1918, Воронежская губерния — 20 марта 1987, Магнитогорск, Челябинская область) — передовик производства, мастер Магнитогорского завода проволочных сеток. Герой Социалистического Труда (1971).

## Биография
Родилась 6 октября 1918 года в крестьянской семье в Воронежской губернии.
С 1936 года трудилась металлоткачём завода металлических сеток имени Лепсе в Солнечногорске Московской области. После начала Великой Отечественной войны переехала в Магнитогорск в составе эвакуированного завода.
В 1957 году окончила Магнитогорский индустриальный техникум, после чего была назначена мастером ткацкого отделения и позднее — начальником смены цеха металлических сеток ментизно-металлургического завода.
Внесла несколько рационализаторских предложений, в результате чего увеличилась производительность труда при производстве металлических сеток. Во время её смены впервые в СССР с августа 1969 года металлоткачи стали обслуживать три станка вместо двух. За выдающиеся успехи в трудовой деятельности при выполнении планов 8-й пятилетки была удостоена в 1971 году звания Героя Социалистического Труда.
С 1974 года на пенсии. Жила в Магнитогорске.
Скончалась 20 марта 1987 года. Похоронена на Левобережном кладбище Магнитогорска.

## Память
- В Магнитогорске на доме № 47 по улице Московской установлена мемориальная доска, посвящённая Пелагее Боровковой[1].

## Награды
- Герой Социалистического Труда — указом Президиума Верховного Совета СССР от 30 марта 1971 года
- Орден Ленина (30.03.1971).
- Медаль «За доблестный труд в Великой Отечественной войне 1941—1945 гг.»;